# Чемпионат Украины по футболу 2024/2025
Чемпионат Украины по футболу 2024/2025 — 34-й чемпионат Украины по футболу. Сезон начался 3 августа 2024 года и закончился 25 мая 2025 года. Титул защищал донецкий «Шахтёр». Чемпионом в 17-й раз стало киевское «Динамо», не потерпевшее ни одного поражения по ходу сезона. Розыгрыш этого сезона проводился при финансовой поддержке титульного спонсора - букмекерской конторы «VBET».

## Клубы-участники
Участие в чемпионате принимают 16 команд.

### Изменение
По итогам прошлого сезона в Первую лигу выбыли клубы:
- «Металлист 1925», покинул УПЛ три сезона спустя (занял 16-е место);
- «Минай», покинул УПЛ четыре сезона спустя (занял 15-е место).

По итогам Первой лиги 2023/24 в Премьер-лигу вышли клубы:
- «Ингулец», вернулся в УПЛ сезон спустя (победитель Первой лиги);
- «Карпаты», вернулся в УПЛ пять сезонов спустя (занял 2-е место).

#### Турнир за место в УПЛ
Перед началом сезона из-за финансовых проблем, связанных с арестом основного спонсора — бизнесмена Игоря Коломойского, с чемпионата снялся «Днепр-1». Регламент соревнований не предусматривал алгоритма выбора команды, заменяющей снявшуюся, поэтому исполком УАФ принял решение о проведении дополнительного предсезонного мини-турнира, по итогам которого определялась 16-я команда для участия в чемпионате страны 2024/25.
В турнире приняли участие 4 команды: «Металлист 1925» и «Минай», которые по результатам прошлого сезона заняли последние два места в Премьер-лиге, а также «Левый берег» и «Эпицентр», занявшие соответственно 3-е и 4-е места в Первой лиге. По его итогам место для участия в Премьер-лиге 2024/25 получил киевский «Левый берег».
|  | Полуфиналы | Полуфиналы         | Полуфиналы         | Полуфиналы         | Полуфиналы         | Полуфиналы         | Полуфиналы         | Полуфиналы         | Полуфиналы         | Полуфиналы |             |             | Финал       | Финал       | Финал       | Финал       | Финал       | Финал       | Финал       | Финал | Финал | Финал |
|  |            |                    |                    |                    |                    |                    |                    |                    |                    |            |             |             |             |             |             |             |             |             |             |       |       |       |
|  | 1Л         | Левый берег (пен.) | Левый берег (пен.) | Левый берег (пен.) | Левый берег (пен.) | Левый берег (пен.) | Левый берег (пен.) | Левый берег (пен.) | Левый берег (пен.) | 1 (5)      |             |             |             |             |             |             |             |             |             |       |       |       |
|  | 1Л         | Левый берег (пен.) | Левый берег (пен.) | Левый берег (пен.) | Левый берег (пен.) | Левый берег (пен.) | Левый берег (пен.) | Левый берег (пен.) | Левый берег (пен.) | 1 (5)      |             |             |             |             |             |             |             |             |             |       |       |       |
|  | ПЛ         | Металлист 1925     | Металлист 1925     | Металлист 1925     | Металлист 1925     | Металлист 1925     | Металлист 1925     | Металлист 1925     | Металлист 1925     | 1 (4)      |             |             |             |             |             |             |             |             |             |       |       |       |
|  |            |                    |                    |                    |                    |                    |                    |                    |                    |            | Левый берег | Левый берег | Левый берег | Левый берег | Левый берег | Левый берег | Левый берег | Левый берег | Левый берег | 3     |       |       |
|  |            |                    |                    |                    |                    |                    |                    |                    |                    |            | Левый берег | Левый берег | Левый берег | Левый берег | Левый берег | Левый берег | Левый берег | Левый берег | Левый берег | 3     |       |       |
|  |            |                    |                    |                    |                    |                    |                    |                    |                    |            |             |             | Минай       | Минай       | Минай       | Минай       | Минай       | Минай       | Минай       | Минай | Минай | 0     |
|  | 1Л         | Эпицентр           | Эпицентр           | Эпицентр           | Эпицентр           | Эпицентр           | Эпицентр           | Эпицентр           | Эпицентр           | 3 (3)      |             |             | Минай       | Минай       | Минай       | Минай       | Минай       | Минай       | Минай       | Минай | Минай | 0     |
|  | 1Л         | Эпицентр           | Эпицентр           | Эпицентр           | Эпицентр           | Эпицентр           | Эпицентр           | Эпицентр           | Эпицентр           | 3 (3)      |             |             |             |             |             |             |             |             |             |       |       |       |
|  | ПЛ         | Минай (пен.)       | Минай (пен.)       | Минай (пен.)       | Минай (пен.)       | Минай (пен.)       | Минай (пен.)       | Минай (пен.)       | Минай (пен.)       | 3 (5)      |             |             |             |             |             |             |             |             |             |       |       |       |
|  | ПЛ         | Минай (пен.)       | Минай (пен.)       | Минай (пен.)       | Минай (пен.)       | Минай (пен.)       | Минай (пен.)       | Минай (пен.)       | Минай (пен.)       | 3 (5)      |             |             |             |             |             |             |             |             |             |       |       |       |
|  |            |                    |                    |                    |                    |                    |                    |                    |                    |            |             |             |             |             |             |             |             |             |             |       |       |       |

### Стадионы
| Рух (Львов)         | Рух (Львов)         | Рух (Львов)         | Шахтёр (Донецк) | Шахтёр (Донецк) | Шахтёр (Донецк) | Черноморец (Одесса) | Черноморец (Одесса) | Черноморец (Одесса) | Карпаты (Львов)     | Карпаты (Львов)     | Карпаты (Львов)     |
| ------------------- | ------------------- | ------------------- | --- | --- | --- | --- | --- | --- | ------------------- | ------------------- | ------------------- |
| Арена Львов         | Арена Львов         | Арена Львов         | Арена Львов | Арена Львов | Арена Львов | Черноморец | Черноморец | Черноморец | Украина             | Украина             | Украина             |
| Вместимость: 34 725 | Вместимость: 34 725 | Вместимость: 34 725 | Вместимость: 34 725 | Вместимость: 34 725 | Вместимость: 34 725 | Вместимость: 34 164 | Вместимость: 34 164 | Вместимость: 34 164 | Вместимость: 28 051 | Вместимость: 28 051 | Вместимость: 28 051 |
|                     |                     |                     | | | | | | |                     |                     |                     |
| Ворскла (Полтава)   | Ворскла (Полтава)   | Ворскла (Полтава)   | Динамо (Киев) | Динамо (Киев) | Динамо (Киев) | Заря (Луганск) | Заря (Луганск) | Заря (Луганск) | ЛНЗ (Черкассы)      | ЛНЗ (Черкассы)      | ЛНЗ (Черкассы)      |
| Ворскла             | Ворскла             | Ворскла             | Динамо | Динамо | Динамо | Динамо | Динамо | Динамо | Черкассы Арена      | Черкассы Арена      | Черкассы Арена      |
| Вместимость: 23 842 | Вместимость: 23 842 | Вместимость: 23 842 | Вместимость: 16 873 | Вместимость: 16 873 | Вместимость: 16 873 | Вместимость: 16 873 | Вместимость: 16 873 | Вместимость: 16 873 | Вместимость: 10 321 | Вместимость: 10 321 | Вместимость: 10 321 |
|                     |                     |                     | | | | | | |                     |                     |                     |
| Верес (Ровно)       | Верес (Ровно)       | Верес (Ровно)       | Киев Клубы из Киева: · Динамо · Левый берег · Оболонь · Заря Львов Клубы из Львова: · Карпаты · Рух · Шахтёр Полесье Кривбасс Колос Александрия Черноморец Верес Ворскла Ингулец ЛНЗ Шахтёр ЗаряГеография участников чемпионата Украины по футболу сезона 2024/2025 · 1. | Киев Клубы из Киева: · Динамо · Левый берег · Оболонь · Заря Львов Клубы из Львова: · Карпаты · Рух · Шахтёр Полесье Кривбасс Колос Александрия Черноморец Верес Ворскла Ингулец ЛНЗ Шахтёр ЗаряГеография участников чемпионата Украины по футболу сезона 2024/2025 · 1. | Киев Клубы из Киева: · Динамо · Левый берег · Оболонь · Заря Львов Клубы из Львова: · Карпаты · Рух · Шахтёр Полесье Кривбасс Колос Александрия Черноморец Верес Ворскла Ингулец ЛНЗ Шахтёр ЗаряГеография участников чемпионата Украины по футболу сезона 2024/2025 · 1. | Киев Клубы из Киева: · Динамо · Левый берег · Оболонь · Заря Львов Клубы из Львова: · Карпаты · Рух · Шахтёр Полесье Кривбасс Колос Александрия Черноморец Верес Ворскла Ингулец ЛНЗ Шахтёр ЗаряГеография участников чемпионата Украины по футболу сезона 2024/2025 · 1. | Киев Клубы из Киева: · Динамо · Левый берег · Оболонь · Заря Львов Клубы из Львова: · Карпаты · Рух · Шахтёр Полесье Кривбасс Колос Александрия Черноморец Верес Ворскла Ингулец ЛНЗ Шахтёр ЗаряГеография участников чемпионата Украины по футболу сезона 2024/2025 · 1. | Киев Клубы из Киева: · Динамо · Левый берег · Оболонь · Заря Львов Клубы из Львова: · Карпаты · Рух · Шахтёр Полесье Кривбасс Колос Александрия Черноморец Верес Ворскла Ингулец ЛНЗ Шахтёр ЗаряГеография участников чемпионата Украины по футболу сезона 2024/2025 · 1. | Александрия         | Александрия         | Александрия         |
| Авангард            | Авангард            | Авангард            | Киев Клубы из Киева: · Динамо · Левый берег · Оболонь · Заря Львов Клубы из Львова: · Карпаты · Рух · Шахтёр Полесье Кривбасс Колос Александрия Черноморец Верес Ворскла Ингулец ЛНЗ Шахтёр ЗаряГеография участников чемпионата Украины по футболу сезона 2024/2025 · 1. | Киев Клубы из Киева: · Динамо · Левый берег · Оболонь · Заря Львов Клубы из Львова: · Карпаты · Рух · Шахтёр Полесье Кривбасс Колос Александрия Черноморец Верес Ворскла Ингулец ЛНЗ Шахтёр ЗаряГеография участников чемпионата Украины по футболу сезона 2024/2025 · 1. | Киев Клубы из Киева: · Динамо · Левый берег · Оболонь · Заря Львов Клубы из Львова: · Карпаты · Рух · Шахтёр Полесье Кривбасс Колос Александрия Черноморец Верес Ворскла Ингулец ЛНЗ Шахтёр ЗаряГеография участников чемпионата Украины по футболу сезона 2024/2025 · 1. | Киев Клубы из Киева: · Динамо · Левый берег · Оболонь · Заря Львов Клубы из Львова: · Карпаты · Рух · Шахтёр Полесье Кривбасс Колос Александрия Черноморец Верес Ворскла Ингулец ЛНЗ Шахтёр ЗаряГеография участников чемпионата Украины по футболу сезона 2024/2025 · 1. | Киев Клубы из Киева: · Динамо · Левый берег · Оболонь · Заря Львов Клубы из Львова: · Карпаты · Рух · Шахтёр Полесье Кривбасс Колос Александрия Черноморец Верес Ворскла Ингулец ЛНЗ Шахтёр ЗаряГеография участников чемпионата Украины по футболу сезона 2024/2025 · 1. | Киев Клубы из Киева: · Динамо · Левый берег · Оболонь · Заря Львов Клубы из Львова: · Карпаты · Рух · Шахтёр Полесье Кривбасс Колос Александрия Черноморец Верес Ворскла Ингулец ЛНЗ Шахтёр ЗаряГеография участников чемпионата Украины по футболу сезона 2024/2025 · 1. | Ника                | Ника                | Ника                |
| Вместимость: 7122   | Вместимость: 7122   | Вместимость: 7122   | Киев Клубы из Киева: · Динамо · Левый берег · Оболонь · Заря Львов Клубы из Львова: · Карпаты · Рух · Шахтёр Полесье Кривбасс Колос Александрия Черноморец Верес Ворскла Ингулец ЛНЗ Шахтёр ЗаряГеография участников чемпионата Украины по футболу сезона 2024/2025 · 1. | Киев Клубы из Киева: · Динамо · Левый берег · Оболонь · Заря Львов Клубы из Львова: · Карпаты · Рух · Шахтёр Полесье Кривбасс Колос Александрия Черноморец Верес Ворскла Ингулец ЛНЗ Шахтёр ЗаряГеография участников чемпионата Украины по футболу сезона 2024/2025 · 1. | Киев Клубы из Киева: · Динамо · Левый берег · Оболонь · Заря Львов Клубы из Львова: · Карпаты · Рух · Шахтёр Полесье Кривбасс Колос Александрия Черноморец Верес Ворскла Ингулец ЛНЗ Шахтёр ЗаряГеография участников чемпионата Украины по футболу сезона 2024/2025 · 1. | Киев Клубы из Киева: · Динамо · Левый берег · Оболонь · Заря Львов Клубы из Львова: · Карпаты · Рух · Шахтёр Полесье Кривбасс Колос Александрия Черноморец Верес Ворскла Ингулец ЛНЗ Шахтёр ЗаряГеография участников чемпионата Украины по футболу сезона 2024/2025 · 1. | Киев Клубы из Киева: · Динамо · Левый берег · Оболонь · Заря Львов Клубы из Львова: · Карпаты · Рух · Шахтёр Полесье Кривбасс Колос Александрия Черноморец Верес Ворскла Ингулец ЛНЗ Шахтёр ЗаряГеография участников чемпионата Украины по футболу сезона 2024/2025 · 1. | Киев Клубы из Киева: · Динамо · Левый берег · Оболонь · Заря Львов Клубы из Львова: · Карпаты · Рух · Шахтёр Полесье Кривбасс Колос Александрия Черноморец Верес Ворскла Ингулец ЛНЗ Шахтёр ЗаряГеография участников чемпионата Украины по футболу сезона 2024/2025 · 1. | Вместимость: 7000   | Вместимость: 7000   | Вместимость: 7000   |
|                     |                     |                     | Киев Клубы из Киева: · Динамо · Левый берег · Оболонь · Заря Львов Клубы из Львова: · Карпаты · Рух · Шахтёр Полесье Кривбасс Колос Александрия Черноморец Верес Ворскла Ингулец ЛНЗ Шахтёр ЗаряГеография участников чемпионата Украины по футболу сезона 2024/2025 · 1. | Киев Клубы из Киева: · Динамо · Левый берег · Оболонь · Заря Львов Клубы из Львова: · Карпаты · Рух · Шахтёр Полесье Кривбасс Колос Александрия Черноморец Верес Ворскла Ингулец ЛНЗ Шахтёр ЗаряГеография участников чемпионата Украины по футболу сезона 2024/2025 · 1. | Киев Клубы из Киева: · Динамо · Левый берег · Оболонь · Заря Львов Клубы из Львова: · Карпаты · Рух · Шахтёр Полесье Кривбасс Колос Александрия Черноморец Верес Ворскла Ингулец ЛНЗ Шахтёр ЗаряГеография участников чемпионата Украины по футболу сезона 2024/2025 · 1. | Киев Клубы из Киева: · Динамо · Левый берег · Оболонь · Заря Львов Клубы из Львова: · Карпаты · Рух · Шахтёр Полесье Кривбасс Колос Александрия Черноморец Верес Ворскла Ингулец ЛНЗ Шахтёр ЗаряГеография участников чемпионата Украины по футболу сезона 2024/2025 · 1. | Киев Клубы из Киева: · Динамо · Левый берег · Оболонь · Заря Львов Клубы из Львова: · Карпаты · Рух · Шахтёр Полесье Кривбасс Колос Александрия Черноморец Верес Ворскла Ингулец ЛНЗ Шахтёр ЗаряГеография участников чемпионата Украины по футболу сезона 2024/2025 · 1. | Киев Клубы из Киева: · Динамо · Левый берег · Оболонь · Заря Львов Клубы из Львова: · Карпаты · Рух · Шахтёр Полесье Кривбасс Колос Александрия Черноморец Верес Ворскла Ингулец ЛНЗ Шахтёр ЗаряГеография участников чемпионата Украины по футболу сезона 2024/2025 · 1. |                     |                     |                     |
| Полесье (Житомир)   | Полесье (Житомир)   | Полесье (Житомир)   | Киев Клубы из Киева: · Динамо · Левый берег · Оболонь · Заря Львов Клубы из Львова: · Карпаты · Рух · Шахтёр Полесье Кривбасс Колос Александрия Черноморец Верес Ворскла Ингулец ЛНЗ Шахтёр ЗаряГеография участников чемпионата Украины по футболу сезона 2024/2025 · 1. | Киев Клубы из Киева: · Динамо · Левый берег · Оболонь · Заря Львов Клубы из Львова: · Карпаты · Рух · Шахтёр Полесье Кривбасс Колос Александрия Черноморец Верес Ворскла Ингулец ЛНЗ Шахтёр ЗаряГеография участников чемпионата Украины по футболу сезона 2024/2025 · 1. | Киев Клубы из Киева: · Динамо · Левый берег · Оболонь · Заря Львов Клубы из Львова: · Карпаты · Рух · Шахтёр Полесье Кривбасс Колос Александрия Черноморец Верес Ворскла Ингулец ЛНЗ Шахтёр ЗаряГеография участников чемпионата Украины по футболу сезона 2024/2025 · 1. | Киев Клубы из Киева: · Динамо · Левый берег · Оболонь · Заря Львов Клубы из Львова: · Карпаты · Рух · Шахтёр Полесье Кривбасс Колос Александрия Черноморец Верес Ворскла Ингулец ЛНЗ Шахтёр ЗаряГеография участников чемпионата Украины по футболу сезона 2024/2025 · 1. | Киев Клубы из Киева: · Динамо · Левый берег · Оболонь · Заря Львов Клубы из Львова: · Карпаты · Рух · Шахтёр Полесье Кривбасс Колос Александрия Черноморец Верес Ворскла Ингулец ЛНЗ Шахтёр ЗаряГеография участников чемпионата Украины по футболу сезона 2024/2025 · 1. | Киев Клубы из Киева: · Динамо · Левый берег · Оболонь · Заря Львов Клубы из Львова: · Карпаты · Рух · Шахтёр Полесье Кривбасс Колос Александрия Черноморец Верес Ворскла Ингулец ЛНЗ Шахтёр ЗаряГеография участников чемпионата Украины по футболу сезона 2024/2025 · 1. | Оболонь (Киев)      | Оболонь (Киев)      | Оболонь (Киев)      |
| Центральный         | Центральный         | Центральный         | Киев Клубы из Киева: · Динамо · Левый берег · Оболонь · Заря Львов Клубы из Львова: · Карпаты · Рух · Шахтёр Полесье Кривбасс Колос Александрия Черноморец Верес Ворскла Ингулец ЛНЗ Шахтёр ЗаряГеография участников чемпионата Украины по футболу сезона 2024/2025 · 1. | Киев Клубы из Киева: · Динамо · Левый берег · Оболонь · Заря Львов Клубы из Львова: · Карпаты · Рух · Шахтёр Полесье Кривбасс Колос Александрия Черноморец Верес Ворскла Ингулец ЛНЗ Шахтёр ЗаряГеография участников чемпионата Украины по футболу сезона 2024/2025 · 1. | Киев Клубы из Киева: · Динамо · Левый берег · Оболонь · Заря Львов Клубы из Львова: · Карпаты · Рух · Шахтёр Полесье Кривбасс Колос Александрия Черноморец Верес Ворскла Ингулец ЛНЗ Шахтёр ЗаряГеография участников чемпионата Украины по футболу сезона 2024/2025 · 1. | Киев Клубы из Киева: · Динамо · Левый берег · Оболонь · Заря Львов Клубы из Львова: · Карпаты · Рух · Шахтёр Полесье Кривбасс Колос Александрия Черноморец Верес Ворскла Ингулец ЛНЗ Шахтёр ЗаряГеография участников чемпионата Украины по футболу сезона 2024/2025 · 1. | Киев Клубы из Киева: · Динамо · Левый берег · Оболонь · Заря Львов Клубы из Львова: · Карпаты · Рух · Шахтёр Полесье Кривбасс Колос Александрия Черноморец Верес Ворскла Ингулец ЛНЗ Шахтёр ЗаряГеография участников чемпионата Украины по футболу сезона 2024/2025 · 1. | Киев Клубы из Киева: · Динамо · Левый берег · Оболонь · Заря Львов Клубы из Львова: · Карпаты · Рух · Шахтёр Полесье Кривбасс Колос Александрия Черноморец Верес Ворскла Ингулец ЛНЗ Шахтёр ЗаряГеография участников чемпионата Украины по футболу сезона 2024/2025 · 1. | Оболонь-Арена       | Оболонь-Арена       | Оболонь-Арена       |
| Вместимость: 5928   | Вместимость: 5928   | Вместимость: 5928   | Киев Клубы из Киева: · Динамо · Левый берег · Оболонь · Заря Львов Клубы из Львова: · Карпаты · Рух · Шахтёр Полесье Кривбасс Колос Александрия Черноморец Верес Ворскла Ингулец ЛНЗ Шахтёр ЗаряГеография участников чемпионата Украины по футболу сезона 2024/2025 · 1. | Киев Клубы из Киева: · Динамо · Левый берег · Оболонь · Заря Львов Клубы из Львова: · Карпаты · Рух · Шахтёр Полесье Кривбасс Колос Александрия Черноморец Верес Ворскла Ингулец ЛНЗ Шахтёр ЗаряГеография участников чемпионата Украины по футболу сезона 2024/2025 · 1. | Киев Клубы из Киева: · Динамо · Левый берег · Оболонь · Заря Львов Клубы из Львова: · Карпаты · Рух · Шахтёр Полесье Кривбасс Колос Александрия Черноморец Верес Ворскла Ингулец ЛНЗ Шахтёр ЗаряГеография участников чемпионата Украины по футболу сезона 2024/2025 · 1. | Киев Клубы из Киева: · Динамо · Левый берег · Оболонь · Заря Львов Клубы из Львова: · Карпаты · Рух · Шахтёр Полесье Кривбасс Колос Александрия Черноморец Верес Ворскла Ингулец ЛНЗ Шахтёр ЗаряГеография участников чемпионата Украины по футболу сезона 2024/2025 · 1. | Киев Клубы из Киева: · Динамо · Левый берег · Оболонь · Заря Львов Клубы из Львова: · Карпаты · Рух · Шахтёр Полесье Кривбасс Колос Александрия Черноморец Верес Ворскла Ингулец ЛНЗ Шахтёр ЗаряГеография участников чемпионата Украины по футболу сезона 2024/2025 · 1. | Киев Клубы из Киева: · Динамо · Левый берег · Оболонь · Заря Львов Клубы из Львова: · Карпаты · Рух · Шахтёр Полесье Кривбасс Колос Александрия Черноморец Верес Ворскла Ингулец ЛНЗ Шахтёр ЗаряГеография участников чемпионата Украины по футболу сезона 2024/2025 · 1. | Вместимость: 5103   | Вместимость: 5103   | Вместимость: 5103   |
|                     |                     |                     | Киев Клубы из Киева: · Динамо · Левый берег · Оболонь · Заря Львов Клубы из Львова: · Карпаты · Рух · Шахтёр Полесье Кривбасс Колос Александрия Черноморец Верес Ворскла Ингулец ЛНЗ Шахтёр ЗаряГеография участников чемпионата Украины по футболу сезона 2024/2025 · 1. | Киев Клубы из Киева: · Динамо · Левый берег · Оболонь · Заря Львов Клубы из Львова: · Карпаты · Рух · Шахтёр Полесье Кривбасс Колос Александрия Черноморец Верес Ворскла Ингулец ЛНЗ Шахтёр ЗаряГеография участников чемпионата Украины по футболу сезона 2024/2025 · 1. | Киев Клубы из Киева: · Динамо · Левый берег · Оболонь · Заря Львов Клубы из Львова: · Карпаты · Рух · Шахтёр Полесье Кривбасс Колос Александрия Черноморец Верес Ворскла Ингулец ЛНЗ Шахтёр ЗаряГеография участников чемпионата Украины по футболу сезона 2024/2025 · 1. | Киев Клубы из Киева: · Динамо · Левый берег · Оболонь · Заря Львов Клубы из Львова: · Карпаты · Рух · Шахтёр Полесье Кривбасс Колос Александрия Черноморец Верес Ворскла Ингулец ЛНЗ Шахтёр ЗаряГеография участников чемпионата Украины по футболу сезона 2024/2025 · 1. | Киев Клубы из Киева: · Динамо · Левый берег · Оболонь · Заря Львов Клубы из Львова: · Карпаты · Рух · Шахтёр Полесье Кривбасс Колос Александрия Черноморец Верес Ворскла Ингулец ЛНЗ Шахтёр ЗаряГеография участников чемпионата Украины по футболу сезона 2024/2025 · 1. | Киев Клубы из Киева: · Динамо · Левый берег · Оболонь · Заря Львов Клубы из Львова: · Карпаты · Рух · Шахтёр Полесье Кривбасс Колос Александрия Черноморец Верес Ворскла Ингулец ЛНЗ Шахтёр ЗаряГеография участников чемпионата Украины по футболу сезона 2024/2025 · 1. |                     |                     |                     |
| Колос (Ковалёвка)   | Колос (Ковалёвка)   | Колос (Ковалёвка)   | Левый берег (Киев) | Левый берег (Киев) | Левый берег (Киев) | Кривбасс (Кривой Рог) | Кривбасс (Кривой Рог) | Кривбасс (Кривой Рог) | Ингулец (Петрово)   | Ингулец (Петрово)   | Ингулец (Петрово)   |
| Колос               | Колос               | Колос               | Арена Левый берег | Арена Левый берег | Арена Левый берег | Горняк | Горняк | Горняк | Горняк              | Горняк              | Горняк              |
| Вместимость: 5050   | Вместимость: 5050   | Вместимость: 5050   | Вместимость: 4700 | Вместимость: 4700 | Вместимость: 4700 | Вместимость: 3219 | Вместимость: 3219 | Вместимость: 3219 | Вместимость: 3219   | Вместимость: 3219   | Вместимость: 3219   |
|                     |                     |                     | | | | | | |                     |                     |                     |

## Турнирная таблица
| Поз | Команда         | И  | В  | Н  | П  | МЗ | МП | РМ  | О  | Квалификация или выбывание                        |
| --- | --------------- | -- | -- | -- | -- | -- | -- | --- | -- | ------------------------------------------------- |
| 1   | Динамо (Ч)      | 30 | 20 | 10 | 0  | 61 | 19 | +42 | 70 | 2-й кв. раунд Лиги чемпионов УЕФА                 |
| 2   | Александрия     | 30 | 20 | 7  | 3  | 46 | 22 | +24 | 67 | 2-й кв. раунд Лиги конференций УЕФА               |
| 3   | Шахтёр          | 30 | 18 | 8  | 4  | 69 | 26 | +43 | 62 | 1-й кв. раунд Лиги Европы УЕФА                    |
| 4   | Полесье         | 30 | 12 | 12 | 6  | 38 | 28 | +10 | 48 | 2-й кв. раунд Лиги конференций УЕФА               |
| 5   | Кривбасс        | 30 | 13 | 8  | 9  | 34 | 26 | +8  | 47 |                                                   |
| 6   | Карпаты         | 30 | 13 | 7  | 10 | 41 | 33 | +8  | 46 |                                                   |
| 7   | Заря            | 30 | 12 | 4  | 14 | 34 | 39 | −5  | 40 |                                                   |
| 8   | Рух             | 30 | 9  | 11 | 10 | 30 | 27 | +3  | 38 |                                                   |
| 9   | Верес           | 30 | 9  | 9  | 12 | 33 | 44 | −11 | 36 |                                                   |
| 10  | Колос           | 30 | 8  | 12 | 10 | 27 | 25 | +2  | 36 |                                                   |
| 11  | Оболонь         | 30 | 8  | 8  | 14 | 19 | 43 | −24 | 32 |                                                   |
| 12  | ЛНЗ             | 30 | 7  | 10 | 13 | 25 | 37 | −12 | 31 |                                                   |
| 13  | Ворскла (В)     | 30 | 6  | 9  | 15 | 24 | 38 | −14 | 27 | Стыковые матчи за сохранение места в Премьер-лиге |
| 14  | Левый берег (В) | 30 | 7  | 5  | 18 | 18 | 39 | −21 | 26 | Стыковые матчи за сохранение места в Премьер-лиге |
| 15  | Ингулец (В)     | 30 | 5  | 9  | 16 | 21 | 47 | −26 | 24 | Выбывание в Первую лигу                           |
| 16  | Черноморец (В)  | 30 | 6  | 5  | 19 | 20 | 45 | −25 | 23 | Выбывание в Первую лигу                           |

Пункт 25.3. В случае равенства очков у двух и/или более команд, места команд определяются по следующим показателям:

- большее количество набранных очков в личных встречах между этими командами;

- лучшая разница забитых и пропущенных мячей в личных встречах между этими командами;

- большее количество забитых мячей в личных встречах между этими командами;

- лучшая разница забитых и пропущенных мячей во всех матчах;

- большее количество забитых мячей во всех матчах.

Пункт 25.4. При равенстве показателей, указанных в п. 25.3 (только в двух команд), для определения победителя Чемпионата УПЛ проводится «Золотой матч», в других случаях места команд определяются жеребьёвкой.

1. ↑  Как победитель Кубка Украины, «Шахтёр» квалифицировался в Первый квалификационый раунд Лиги Европы.

## Награды

### Награды месяца
| Месяц                       | Игрок месяца        | Игрок месяца | Тренер месяца        | Тренер месяца | Ист.  |
| Месяц                       | Игрок               | Клуб         | Тренер               | Клуб          | Ист.  |
| --------------------------- | ------------------- | ------------ | -------------------- | ------------- | ----- |
| Август 2024                 | Александр Назаренко | Полесье      | Руслан Ротань        | Александрия   | [ 1 ] |
| Сентябрь 2024               | Владимир Бражко     | Динамо       | Имад Ашур            | Полесье       | [ 2 ] |
| Октябрь 2024                | Александр Назаренко | Полесье      | Владислав Лупашко    | Карпаты       | [ 3 ] |
| Ноябрь 2024                 | Егор Твердохлиб     | Кривбасс     | Олег Шандрук         | Верес         | [ 4 ] |
| Декабрь 2024 — Февраль 2025 | Егор Твердохлиб     | Кривбасс     | Юрий Вернидуб        | Кривбасс      | [ 5 ] |
| Март 2025                   | Бруниньо            | Карпаты      | Владислав Лупашко    | Карпаты       | [ 6 ] |
| Апрель 2025                 | Владислав Ванат     | Динамо       | Александр Шовковский | Динамо        | [ 7 ] |
| Май 2025                    | Амбросий Чачуа      | Карпаты      | Руслан Ротань        | Александрия   | [ 8 ] |

### Награды тура
| Тур            | Игрок               | Игрок       | Игрок  | Тренер               | Тренер      | Тренер |
| Тур            | Игрок               | Клуб        | Ист.   | Тренер               | Клуб        | Ист.   |
| -------------- | ------------------- | ----------- | ------ | -------------------- | ----------- | ------ |
| 1              | Николай Матвиенко   | Шахтёр      | [ 9 ]  | Марино Пушич         | Шахтёр      | [ 9 ]  |
| 2              | Евгений Волынец     | Полесье     | [ 10 ] | Имад Ашур            | Полесье     | [ 10 ] |
| 3              | Александр Пихалёнок | Динамо      | [ 11 ] | Руслан Ротань        | Александрия | [ 11 ] |
| 4              | Александр Филиппов  | Александрия | [ 12 ] | Руслан Ротань        | Александрия | [ 12 ] |
| 5              | Илья Квасница       | Рух         | [ 13 ] | Виталий Первак       | Левый берег | [ 13 ] |
| 6              | Артём Бондаренко    | Шахтёр      | [ 14 ] | Марино Пушич         | Шахтёр      | [ 14 ] |
| 7              | Георгий Судаков     | Шахтёр      | [ 15 ] | Виталий Пономарёв    | Рух         | [ 15 ] |
| 8              | Алексей Гуцуляк     | Полесье     | [ 16 ] | Олег Шандрук         | Верес       | [ 16 ] |
| 9              | Георгий Судаков     | Шахтёр      | [ 17 ] | Марино Пушич         | Шахтёр      | [ 17 ] |
| 10             | Владислав Ванат     | Динамо      | [ 18 ] | Владислав Лупашко    | Карпаты     | [ 18 ] |
| 11             | Хрвое Илич          | Кривбасс    | [ 19 ] | Юрий Вернидуб        | Кривбасс    | [ 19 ] |
| 12             | Владислав Ванат     | Динамо      | [ 20 ] | Руслан Ротань        | Александрия | [ 20 ] |
| 13             | Мигел Кампуш        | Александрия | [ 21 ] | Руслан Ротань        | Александрия | [ 21 ] |
| 14             | Виталий Буяльский   | Динамо      | [ 22 ] | Юрий Максимов        | Ворскла     | [ 22 ] |
| 15             | Егор Твердохлиб     | Кривбасс    | [ 23 ] | Василий Кобин        | Ингулец     | [ 23 ] |
| 16             | Владислав Ванат     | Динамо      | [ 24 ] | Александр Шовковский | Динамо      | [ 24 ] |
| 17             | Ростислав Тарануха  | Оболонь     | [ 25 ] | Имад Ашур            | Полесье     | [ 25 ] |
| зимний перерыв |                     |             |        |                      |             |        |
| 18             | Александр Филиппов  | Александрия | [ 26 ] | Олег Шандрук         | Верес       | [ 26 ] |
| 19             | Георгий Судаков     | Шахтёр      | [ 27 ] | Василий Кобин        | Ингулец     | [ 27 ] |
| 20             | Петар Мичин         | Заря        | [ 28 ] | Виталий Первак       | Левый берег | [ 28 ] |
| 21             | Руслан Степанюк     | Верес       | [ 29 ] | Олег Шандрук         | Верес       | [ 29 ] |
| 22             | Бруниньо            | Карпаты     | [ 30 ] | Руслан Костышин      | Колос       | [ 30 ] |
| 23             | Георгий Судаков     | Шахтёр      | [ 31 ] | Александр Кучер      | Черноморец  | [ 31 ] |
| 24             | Марлон Гомес        | Шахтёр      | [ 32 ] | Олег Шандрук         | Верес       | [ 32 ] |
| 25             | Владислав Велетень  | Колос       | [ 33 ] | Руслан Костышин      | Колос       | [ 33 ] |
| 26             | Александр Яцык      | Заря        | [ 34 ] | Юрий Максимов        | Ворскла     | [ 34 ] |
| 27             | Амбросий Чачуа      | Карпаты     | [ 35 ] | Руслан Ротань        | Александрия | [ 35 ] |
| 28             | Амбросий Чачуа      | Карпаты     | [ 36 ] | Владислав Лупашко    | Карпаты     | [ 36 ] |
| 29             | Теди Цара           | Александрия | [ 37 ] | Руслан Костышин      | Колос       | [ 37 ] |
| 30             | Факундо Батиста     | Полесье     | [ 38 ] | Младен Бартулович    | Заря        | [ 38 ] |

## Переходные (стыковые) матчи УПЛ — Первая лига

### Первые матчи
| Киев 29 мая 2025        | \| Ворскла \| 2:1 Протокол (УПЛ) \| Кудровка \| \| Ндукве 23′ · Павлюк 39′ \| Голы \| Козак 83′ \| | «Оболонь-Арена» Зрителей: 1100 Судья: Дмитрий Панчишин (Харьков) |
| Ворскла                 | 2:1 Протокол (УПЛ)                                                                                 | Кудровка                                                         |
| Ндукве 23′ · Павлюк 39′ | Голы                                                                                               | Козак 83′                                                        |

| Киев 29 мая 2025 | \| Левый берег \| 0:1 Протокол (УПЛ) \| Металлист 1925 \| \| \| Голы \| Моура 38′ \| | «Арена Левый берег» Зрителей: 1167 Судья: Виктор Копиевский (Кропивницкий) |
| Левый берег      | 0:1 Протокол (УПЛ)                                                                   | Металлист 1925                                                             |
|                  | Голы                                                                                 | Моура 38′                                                                  |